# Boraro
El Boraro es una criatura humanoide del folklore colombiano, cuyo desarrollo se da en la zona amazónica. 

## Aspecto
El Boraro ha sido descrito como un ser de aspecto humano pero sumamente alto, cubierto por una espesa pelambre negra, enormes orejas, colmillos. Como dato fantástico adicional, al igual que el Cipitío, el Boraro tiene sus pies vueltos hacia atrás, lo cual le sirve para burlar a sus perseguidores; haciendo creer a quien descubre sus huellas que la dirección que lleva es la contraria de la que realmente es. Según algunos, el Boraro puede ser también descrito como una criatura sin dedos en sus pies o sin ombligo. Además no tiene articulación en la rodilla, por lo que si cae al suelo le cuesta mucho esfuerzo volver a levantarse.

## Actividades
El Boraro aterroriza a los indígenas de la cuenca del río Vaupés con sus largos aullidos (aaaa oooo aaaa), que pueden escucharse desde lo más profundo de la selva.
Si consigue atrapar a un ser humano, lo rodea con sus brazos, estrujándolo, hasta conseguir que la carne de su víctima se transforme en una masa pulposa, pero sin romperle los huesos o desgarrarle la piel. Una vez realizada esta operación, le practica un agujero en la cabeza, succionándole por esa apertura la pulpa, hasta vaciarlo completamente. Después, infla a su víctima como si fuera un globo, permitiéndole volver a su casa. La presa del Boraro, atontada y como en un sueño, regresa a su hogar, muriendo allí.

## Técnicas para escapar del Boraro
Habría distintas estratagemas para escapar del Boraro. Una forma, sería poniendo un puño sobre sus huellas, con lo que se conseguiría que sus piernas quedaran rígidas, ralentizando su marcha. Otra forma, sería escapar corriendo hacia atrás, dándole la cara al monstruo.